# Diccionari de Medicina
El Diccionari de Medicina, també conegut com a Diccionari Corachan, va ser redactat el 1936 pel doctor Manuel Corachan i Garcia, que va coordinar un equip nombrós d'experts dels àmbits de la medicina i de les lletres. L'obra va assentar les bases al segle XX del modern llenguatge mèdic en català.
El projecte que se li va encarregar a Corachan en el marc del VI Congrés de Metges i Biòlegs de Llengua Catalana celebrat a Barcelona el 1930 per l'Associació de Metges de Llengua Catalana. La seva distribució estava prevista per a la tardor de 1936, però l'esclat de la Guerra Civil espanyola va aconsellar fer-ho discretament. Corachan es va exiliar a Paris, i l'obra es va repartir per fascicles entre els assistents a un congrés mèdic celebrat a Perpinyà. El Col.legi Oficial de Metges de Barcelona es va encarregar d'enquadernar els exemplars sobrants per a retirar-los i guardar-los, per prudència, durant el franquisme, època durant la qual el diccionari va formar part de les publicacions prohibides pel règim. Van ser custodiats en el soterrani del Casal del Metge, situat a la Via Laietana, en diverses caixes tancades. Però, de manera fortuïta, una inundació els va destruir.
El Diccionari consta de 829 pàgines, inclou un vocabulari català-castellà i un de francès-català, i conté els pròlegs d'August Pi i Sunyer, que era aleshores president de l'Acadèmia de Medicina de Barcelona, i també de Pompeu Fabra, membre de l'Institut d’Estudis Catalans. Va ser el fonament del Diccionari enciclopèdic de medicina de 1990 de l'Institut d'Estudis Catalans. El Departament de Salut de la Generalitat de Catalunya i l'Arxiu Nacional de Catalunya el van digitalitzar el 2018.